# Pterolobium micranthum
Pterolobium micranthum är en ärtväxtart som beskrevs av François Gagnepain. Pterolobium micranthum ingår i släktet Pterolobium och familjen ärtväxter. Inga underarter finns listade i Catalogue of Life.